# Jean Raspail
Jean Raspail (n. 5 iulie 1925, Chemillé-sur-Dême, Centre-Val de Loire, Franța – d. 13 iunie 2020, Paris, Métropole du Grand Paris, Franța) a fost un scriitor francez. Multe dintre lucrările sale tratează personaje istorice, popoare indigene și explorarea geografică. Raspail a primit prestigioasele premii literare Marele premiu pentru roman și Marele premiu pentru literatură ale Academiei Franceze

## Opera
- Terre de feu – Alaska (1952)
- Terres et Peuples Incas (1955)
- Le Vent des Pins (1958)
- Terres Saintes et Profanes
- Les Veuves de Santiago (1962)
- Hong-Kong, Chine en sursis (1963)
- Secouons le cocotier (1966) – carte de călătorii
- Secouons le cocotier : 2, Punch Caraïbe (1970)
- Bienvenue Honorables Visiteurs (le Vent des pins) (1970)
- Le Tam-Tam de Jonathan (1971)
- L'Armada de la Dernière Chance (1972)
- Le Camp des Saints (1973)
- La Hache des Steppes (1974)
- Journal Peau Rouge (1975)
- Nuage Blanc et les Peaux-Rouges d'aujourd'hui (1975) (de Aliette și Jean Raspail)
- Le Jeu du Roi (1976)
- Boulevard Raspail (1977)
- Les Peaux-rouges aujourd'hui (1978)
- Septentrion (1979)
- Bleu caraïbe et citrons verts : mes derniers voyages aux Antilles (1980)
- Les Antilles, d'île en île (1980)
- Moi, Antoine de Tounens, roi de Patagonie (1981)
- Les Hussards : histoires exemplaires (1982)
- Les Yeux d'Irène (1984)
- Le Président (1985)
- Qui se souvient des hommes... (1986)
- L'Île bleue (1988)
- Pêcheurs de Lune (1990)
- Sire (1990) – novel
- Vive Venise (1992) – (de Aliette și Jean Raspail)
- Sept cavaliers quittèrent la ville au crépuscule par la porte de l'Ouest qui n'était plus gardée (1993)
- L'Anneau du pêcheur (1995)
- Hurrah Zara ! (1998)
- Le Roi au-delà de la mer (2000)
- Adiós, Tierra del Fuego (2001)
- Le son des tambours sur la neige et autres nouvelles d'ailleurs (2002)
- Les Royaumes de Borée (2003)
- En canot sur les chemins d'eau du Roi, une aventure en Amérique (2005)